# Hirson
Hirson é uma comuna francesa na região administrativa de Altos da França, no departamento de Aisne. Estende-se por uma área de 33,77 km². Em 2010 a comuna tinha 8 989 habitantes (densidade: 266,2 hab./km²).